# Robert Anthony Hatcher

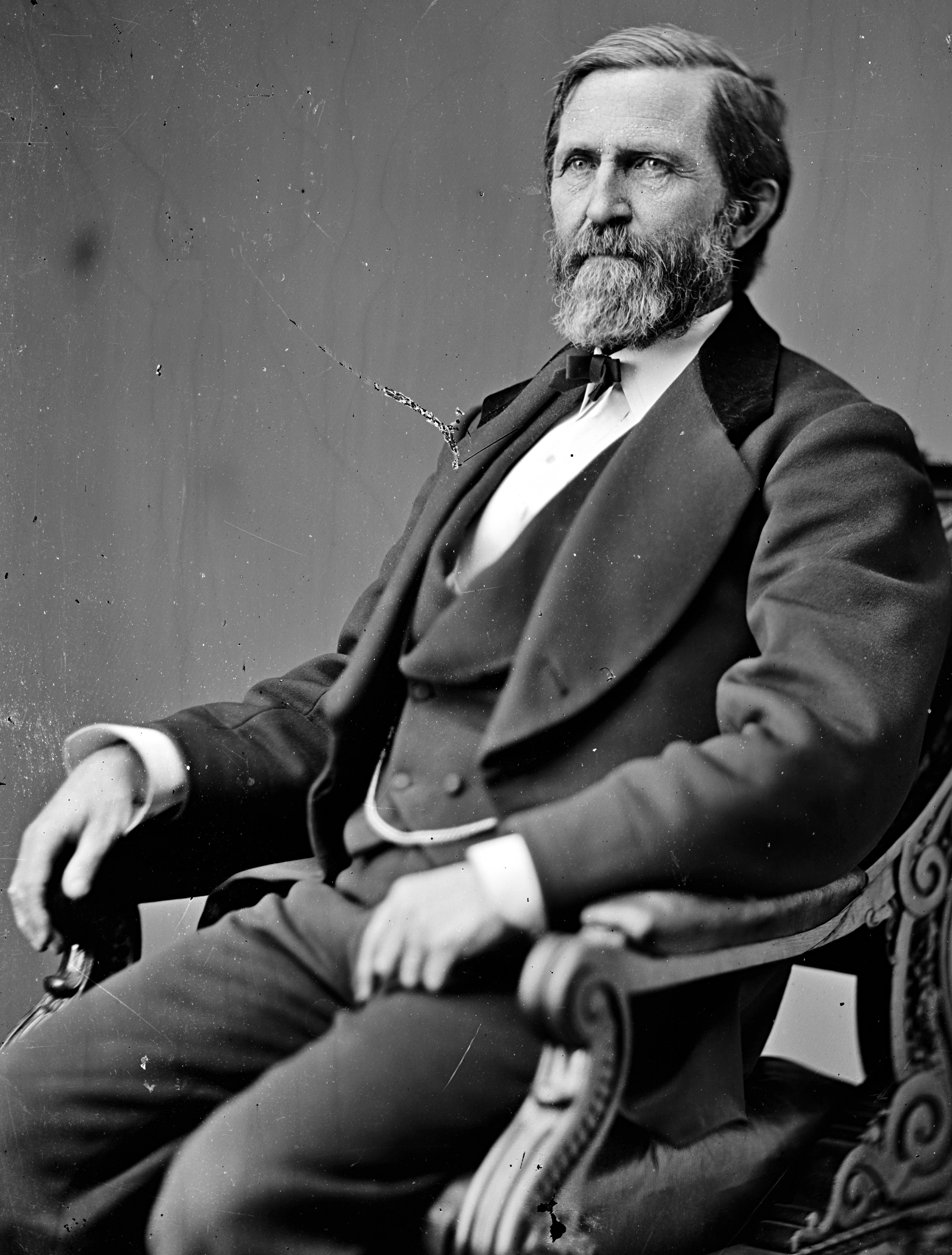
Robert Anthony Hatcher

Robert Anthony Hatcher (* 24. Februar 1819 im Buckingham County, Virginia; † 4. Dezember 1886 in Charleston, Missouri) war ein US-amerikanischer Politiker. Zwischen 1873 und 1879 vertrat er den Bundesstaat Missouri im US-Repräsentantenhaus.

## Werdegang
Robert Hatcher besuchte private Schulen in Lynchburg. Nach einem anschließenden Jurastudium und seiner Zulassung als Rechtsanwalt begann er ab 1847 in New Madrid (Missouri) in diesem Beruf zu arbeiten. Für einige Jahre war er auch als Staatsanwalt tätig. Gleichzeitig schlug er als Mitglied der Demokratischen Partei eine politische Laufbahn ein. In den Jahren 1850 und 1851 war er Abgeordneter im Repräsentantenhaus von Missouri. Während des Bürgerkrieges diente er als Major im Heer der Konföderation.
In den Jahren 1864 und 1865 saß Hatcher im Repräsentantenhaus des Konföderiertenkongresses. Nach dem Krieg setzte er seine politische und juristische Laufbahn fort. Bei den Kongresswahlen des Jahres 1872 wurde er im vierten Wahlbezirk von Missouri in das US-Repräsentantenhaus in Washington, D.C. gewählt, wo er am 4. März 1873 die Nachfolge von Harrison E. Havens antrat. Nach zwei Wiederwahlen konnte er bis zum 3. März 1879 drei Legislaturperioden im Kongress absolvieren. Ab 1877 war er Vorsitzender des Ausschusses, der sich mit den öffentlichen Ausgaben befasste (Committee on Public Expenditures).
Nach seinem Ausscheiden aus dem US-Repräsentantenhaus praktizierte Robert Hatcher wieder als Anwalt. Er starb am 4. Dezember 1886 in Charleston, wo er auch beigesetzt wurde.